# 2768 Gorky
2768 Gorky là một tiểu hành tinh vành đai chính, được phát hiện bởi L. V. Zhuravleva ở 1978. Nó được đặt theo tên Maxim Gorky, nhà văn Nga.